# Herbécourt
Herbécourt là một xã ở tỉnh Somme, vùng Hauts-de-France, Pháp.

## Địa lý
Thị trấn này tọa lạc trên đường D1, khoảng 20 dặm Anh về phía tây bắc của Saint-Quentin, dọc theo đường ô tô A1.

## Dân số
| 1962                                                           | 1968 | 1975 | 1982 | 1990 | 1999 |
| -------------------------------------------------------------- | ---- | ---- | ---- | ---- | ---- |
| 198                                                            | 211  | 174  | 134  | 149  | 133  |
| Số liệu điều tra dân số từ năm 1962, dân số không tính hai lần |      |      |      |      |      |